# Георгій Штефан
Гео́ргій Штефа́н (Ґеорґіца, рум. Gheorghe Ştefan) (? — 1668, м. Щеціні) — воєвода (володар) Молдовського князівства між 13 квітня — 8 травня 1653, і знову від 16 липня 1653 — 13 березня 1658.

## Біографія
Іноді знаний як Бурдужа, так прозваний недоброзичливими джерелами Ґеорґіца. Він був сином боярина Дмитра (Думітрашку) Чаура. Призначений канцлером (логофетом) під час правління Василя Лупула.
Не згоджуючись з прихильним ставленням Василя Лупула до своїх придворних грецького та левантійського походження, а також бажаючи відомстити за збезчещення своєї дружини князем, Штефан пішов на союз із воєводою Волощини Матвієм Басарабом і правителем Семигороду Юріем II Ракоці. Він зумів вигнати  Лупула з Молдови, але останньому допоміг знову захопити престол Богдан Хмельницький, що послав корпус під командою свого сина Тимоша (знаного як Тимуш у румунській історії) до Молдови. Тимуш і Лупу переслідували Штефана до Волощини, але їхнє військо було розбите Басарабом коло столиці Волощини Тирговіште. Георгій Штефан зайняв столицю Молдови Ясси і забезпечив прихильність Стамбула тим, що погодився збільшити податки (потрібні також для утримання власної армії).
Турки зрештою занепокоїлися природним альянсом між Штефаном, Волощиною та Семигородом (зміцнений в 1655 за допомогою Штефана тодішньому володарю Волощини Шербану в придушенні повстання сейменів), а також активною участю Молдови у справах «Потопу», в одному таборі зі Швецією, Україною, Бранденбургом і Волощиною. Султан Мехмед IV сприйняв це як виклик своїй владі: у 1658, він змістив усіх трьох підвладних правителів: Ракоці Юрій II, Штефана і Костянтина Шербана. Всі троє вирішили чинити опір, але Георгій Штефан після поразки коло Ясс був викинутий з альянсу на користь Міхні III з Волощини.
Штефан подорожував через Польщу і Німеччину (1652), Московію і Швецію (1655), прагнучи знайти підтримку для свого повернення на престол Молдови. Дуже хворий та без грошей, він помер у Померанії.